# Sjeverna obala od rta Pusta u uvali Sobra do rta Stoba kod uvale Okuklje s otocima i akvatorijem
Das FFH-Gebiet Sjeverna obala od rta Pusta u uvali Sobra do rta Stoba kod uvale Okuklje s otocima i akvatorijem (deutsch: Nordküste von Kap Pusta in der Sobra-Bucht bis Kap Stoba in der Nähe der Okuklje-Bucht mit Inseln und Wasserflächen) liegt auf dem Gebiet der Stadt Ston in der Gespanschaft Dubrovnik-Neretva im Süden Kroatiens. Das etwa 2,4 km² große Schutzgebiet umfasst die küstennahe Wasserfläche an der Nordküste der Insel Mljet zwischen Sobra und Okuklje.
Das Schutzgebiet grenzt im Norden unmittelbar an das größere FFH-Gebiet Lastovski i Mljetski kanal.

## Schutzzweck
Folgende Lebensraumtypen nach Anhang I der FFH-Richtlinie sind für das Gebiet gemeldet:
| EU Code | * | Lebensraumtyp (offizielle Bezeichnung)                                    | Fläche [ha] |
| ------- | - | ------------------------------------------------------------------------- | ----------- |
| 1120    | * | Posidonia-Seegraswiesen (Posidonion oceanicae)                            |             |
| 1160    |   | Flache große Meeresarme und -buchten (Flachwasserzonen und Seegraswiesen) |             |